# هاوبتفيلدڤيبل (رتبة)
```
هاوبتفيلدڤيبل
 ( 
HptFw
 أو 
HF
 ) هي ثالث أعلى 
رتبة
 من رتب 
ضباط الصف
 في 
الجيش
 
الألماني والقوات الجوية الألمانية
.
[
1
]
```

## التاريخ
تم تقديم رتبة هاوبتفيلدڤيبل بواسطة الفيرماخت الألماني في عام 1938، ليس كرتبة عسكرية ولكن كتعيين لـ "رقيب شركة (de: Kompaniefeldwebel أو Spiess).
تم استخدام الرتبة في الجيش الشعبي الوطني الألماني من عام 1956 حتى عام 1990 أيضًا.

## معلومات الرتبة
تسلسل الرتب (من أعلى إلى أسفل) في تلك المجموعة بالذات هو كما يلي:
- OR-9: Oberstabsfeldwebel /أوبرشتابسبوتسمان
- OR-8: هاوبتفلدويبيل (منصب) / هاوبت بوتسمان وستابسفيلد فاوبيل / ستابسبوتسمان
- OR-7: Hauptfeldwebel / Hauptbootsmann
- OR-6A: أوبرفيلدفيبل / Oberbootsmann
- OR-6b: فيلدفيبل / Bootsmann

تعليق